# Scherma ai Giochi della XVIII Olimpiade
La scherma alle Olimpiadi estive del 1964 fu rappresentata da otto eventi che si sono svolti dall'11 ottobre al 18 dello stesso mese a Tokyo.

## Eventi
| Arma     | Uomini      | Uomini    | Donne       | Donne     | Totale |
| Arma     | Individuale | A squadre | Individuale | A squadre | Totale |
| -------- | ----------- | --------- | ----------- | --------- | ------ |
| Spada    | ■           | ■         | N/D         | N/D       | 2      |
| Fioretto | ■           | ■         | ■           | ■         | 4      |
| Sciabola | ■           | ■         | N/D         | N/D       | 2      |
| Totale   | 3           | 3         | 1           | 1         | 8      |

## Podi

### Uomini
| Evento                          | Oro                                                                                           | Argento                                                                                                  | Bronzo                                                                                        |
| Fioretto                        |                                                                                               | |                                                                                               |
| Fioretto individuale (dettagli) | Egon Franke                                                                                   | Jean-Claude Magnan                                                                                       | Daniel Revenu                                                                                 |
| Fioretto a squadre (dettagli)   | Unione Sovietica Viktor Ždanovič Jurij Sisikin Mark Midler German Svešnikov Jurij Sharov      | Polonia Zbigniew Skrudlik Witold Woyda Egon Franke Ryszard Parulski Janusz Różycki                       | Francia Jean-Claude Magnan Daniel Revenu Jacques Courtillat Pierre Rodocanachi Christian Noël |
| Spada                           |                                                                                               | |                                                                                               |
| Spada individuale (dettagli)    | Grigorij Kriss                                                                                | Bill Hoskyns                                                                                             | Guram Kostava                                                                                 |
| Spada a squadre (dettagli)      | Ungheria Árpád Bárány Tamás Gábor István Kausz Győző Kulcsár Zoltán Nemere                    | Italia Giovanni Battista Breda Giuseppe Delfino Gianfranco Paolucci Alberto Pellegrino Gianluigi Saccaro | Francia Claude Bourquard Claude Brodin Yves Dreyfus Jacques Guittet Jacques Brodin            |
| Sciabola                        |                                                                                               | |                                                                                               |
| Sciabola individuale (dettagli) | Tibor Pézsa                                                                                   | Claude Arabo                                                                                             | Umjar Mavlichanov                                                                             |
| Sciabola a squadre (dettagli)   | Unione Sovietica Nugzar Asatiani Umjar Mavlichanov Boris Mel'nikov Mark Rakita Jakov Ryl'skij | Italia Giampaolo Calanchini Wladimiro Calarese Pierluigi Chicca Mario Ravagnan Cesare Salvadori          | Polonia Emil Ochyra Jerzy Pawłowski Andrzej Piątkowski Wojciech Zabłocki Ryszard Zub          |

### Donne
| Evento                          | Oro | Argento | Bronzo                                                                  |
| Fioretto                        | | |                                                                         |
| Fioretto individuale (dettagli) | Ildikó Rejtő                                                                                           | Helga Volz-Mees                                                                                              | Antonella Ragno                                                         |
| Fioretto a squadre (dettagli)   | Ungheria Ildikó Rejtő Lídia Dömölky-Sákovics Katalin Juhász-Nagy Judit Ágoston-Mendelényi Paula Marosi | Unione Sovietica Valentina Rastvorova Tat'jana Petrenko Ljudmila Šišova Valentina Prudskova Galina Gorochova | Germania Helga Volz-Mees Heidi Schmid Rosemarie Weiß Gudrun Theuerkauff |

## Medagliere
| Posizione | Paese                     |   |   |   | Totale |
| --------- | ------------------------- | - | - | - | ------ |
| 1         | Ungheria                  | 4 | 0 | 0 | 4      |
| 2         | Unione Sovietica          | 3 | 1 | 2 | 6      |
| 3         | Polonia                   | 1 | 1 | 1 | 3      |
| 4         | Francia                   | 0 | 2 | 3 | 5      |
| 5         | Italia                    | 0 | 2 | 1 | 3      |
| 6         | Squadra Unificata Tedesca | 0 | 1 | 1 | 2      |
| 7         | Regno Unito               | 0 | 1 | 0 | 1      |
| Totale    | Totale                    | 8 | 8 | 8 | 24     |